# Le Glaizil
Le Glaizil – miejscowość i gmina we Francji, w regionie Prowansja-Alpy-Lazurowe Wybrzeże, w departamencie Alpy Wysokie.

## Demografia
Według danych na rok 1990 gminę zamieszkiwało 169 osób, a gęstość zaludnienia wynosiła 8 osób/km². W styczniu 2015 r. Le Glaizil zamieszkiwały 183 osoby, przy gęstości zaludnienia wynoszącej 8,3 osób/km².